# Jadranska aero-svemirska asocijacija
Jadranska aero-svemirska asocijacija (eng. Adriatic Aerospace Association; akronim A3), hrvatska nevladina, neprofitna i neovisna udruga osnovana 18. prosinca 2017. godine s ciljem poticanja istraživanja i razvoja u aero-svemirskom sektoru, posredovanja u projektima, obrazovanja i savjetovanja te međunarodne suradnje.
A3 je osnovana uz podršku Instituta Ruđera Boškovića. Prvi projekt udruge je lansiranje prvog hrvatskog satelita u svemir. Radi se o CubeSatu oblika kocke od jednog litra u kojem se nalaze sve komponente. Satelit je dobio ime Perun 1.
Članovi Asocijacije su pokrenuli postupak kojem je cilj ostvariti članstvo u Europskoj svemirskoj agenciji.